# بارنتون-باگنی
بارنتون-باگنی (به فرانسوی: Barenton-Bugny) یک کمون (فرانسه) در فرانسه است که در ان (ا-دو-فرانس) واقع شده‌است. بارنتون-باگنی ۱۱٫۳۸ کیلومتر مربع مساحت دارد.